# Rostov's 14 Seconds
Rostov's 14 Seconds (volledige naam: Rostov's 14 Seconds Japan vs. Belgium Unseen Story; oorspronkelijke naam: ロストフの14秒; uitgebreide versie: Rostov's Death Battle) is een Japanse documentaire over de voetbalmatch België - Japan op het WK 2018. Er wordt vooral aandacht gevestigd op het winnende doelpunt van de Belg Nacer Chadli in de 94ste minuut.

## Verhaal
De documentaire gaat over de match België - Japan op het wereldkampioenschap voetbal 2018, waarin Nacer Chadli in de 94ste minuut de beslissende goal wist te scoren na een spectaculaire comeback van België.
In de eerste helft vielen geen goals. In de 48ste minuut viel de eerste goal, de Japanner Genki Haraguchi maakte deze. Vier minuten later wist Takashi Inui deze score te verdubbelen. Het duurde nog tot de 69ste minuut voordat Jan Vertonghen met wat geluk wist te scoren, wat de score op 1-2 bracht. Later bleek deze goal hem een record op te hebben geleverd: met 18,6 meter was het de verste kopbalgoal ooit gescoord op een WK. Amper vijf minuten na Vertonghen kon ook Marouane Fellaini binnenkoppen, op een voorzet van Eden Hazard.
Er kwamen vier minuten bij, die later van levensbelang bleken voor de Belgen. In de 93ste minuut kregen de Japanners een hoekschop, die doelman Thibaut Courtois uit de lucht wist te plukken. Deze rolde de bal perfect voor Kevin De Bruyne, die na wat meters te lopen de bal doorpaste richting Thomas Meunier. Deze raakte de bal één maal, richting Romelu Lukaku. Lukaku raakte de bal echter niet, maar liet deze door middel van een schijnbeweging tot bij Nacer Chadli komen, die helemaal vrij stond. Chadli wist de bal binnen te trappen, waardoor de Belgen, veertien seconden na de corner van Japan, zich na een spectaculaire comeback wisten te plaatsen voor de kwartfinale tegen Brazilië.
De match, en in het bijzonder het laatste doelpunt, wordt geanalyseerd door de vijf Rode Duivels die deel uitmaakten van de counter: Courtois, De Bruyne, Meunier, Lukaku en Chadli. Dit gebeurde in Schotland. Ook de commentator Frank Raes, die voor de VRT deze match live heeft becommentarieerd, werd geïnterviewd, in het Belgische Brussel. Enkele (ex-)spelers en (ex-)trainers van Japan komen ook voor in de documentaire, zoals bijvoorbeeld Ivica Osim, Maya Yoshida, Makoto Hasebe, Genki Haraguchi en Yuto Nagatomo.